# Dicranopalpus pulchellus
Dicranopalpus pulchellus is een hooiwagen uit de familie echte hooiwagens (Phalangiidae).